# 常磐村 (三重県)
常磐村（ときわむら）は三重県三重郡にあった村。現在の四日市市中心部の西部、三滝川の右岸、鹿化川の左岸、近鉄湯の山線の沿線にあたる。

## 地理
- 河川：三滝川、鹿化川

## 歴史
- 1889年（明治22年）4月1日 - 町村制の施行により、大井手村・松本村・伊倉村・中川原村・久保田村・芝田村および赤堀村の大部分（字新正を除く）の区域をもって発足。
- 1941年（昭和16年）2月11日 - 四日市市に編入。同日常磐村廃止。

## 経済

### 産業
西部に小丘陵地があるほかは一帯に平坦なる低地にて田畑がよく拓け、米・繭・鶏卵を産す。伊勢海沿岸工業地帯の一部を占めて綿布・製糸業の工産も少なからずある。又売薬業の盛な所で、その種類は極めて多い。
農業
『大日本篤農家名鑑』によれば常磐村の篤農家は「山口捨吉、堀口利平、伊藤捨吉、須藤與一郎、加藤政吉郎」などがいた。

## 交通

### 鉄道路線
- 三重鉄道
  - 三重鉄道線（現・近鉄湯の山線）
    - 中川原駅 - 製絨所前駅（1969年廃止） - 伊勢松本駅

  - 鈴鹿支線（現・四日市あすなろう鉄道内部線）
    - 赤堀駅